# كيرا فيليبس
كيرا فيليبس (بالإنجليزية: Kyra Phillips) هي مذيعة أخبار وصحفية أمريكية، ولدت في 8 أغسطس 1968 في سان دييغو في الولايات المتحدة.

## وصلات خارجية
- الموقع الرسمي
- كيرا فيليبس على موقع IMDb (الإنجليزية)
- كيرا فيليبس على موقع إن إن دي بي (الإنجليزية)